# Alfred Renndorfer
Alfred Karl Heinrich Renndorfer, född 29 juli 1910 i München, död 11 oktober 1983 i München var en tysk SS-Obersturmbannführer. Under andra världskriget var han bland annat chef för Einsatzkommando 8 i Sovjetunionen.

## Biografi

### Operation Barbarossa
Den 22 juni 1941 anföll Tyskland sin tidigare bundsförvant Sovjetunionen och inledde Operation Barbarossa. Enligt Adolf Hitler innebar kriget mot Sovjetunionen ett ideologiskt förintelsekrig och den ”judisk-bolsjevikiska intelligentian” måste elimineras. Efter de framryckande tyska arméerna följde Einsatzgruppen, mobila insatsgrupper. Chefen för Reichssicherheitshauptamt, Reinhard Heydrich, gav insatsgrupperna i uppdrag att mörda judar, romer, partisaner, politiska kommissarier (så kallade politruker) och andra personer som ansågs hota Tredje rikets säkerhet. Beträffande insatsgruppernas massmord på judar mördades initialt endast män, men i augusti 1941 gav Reichsführer-SS Heinrich Himmler order om att massmordet även skulle inbegripa kvinnor och barn. Renndorfer efterträdde i oktober 1943 Hans Schindhelm  som befälhavare för Einsatzkommando 8 inom Einsatzgruppe B.